# European Shooting Confederation
European Shooting Confederation (ESC) bildades i juli 1952, och är det europeiska idrottsförbundet för sportskytte. Högkvarteret finns i Moskva i Ryssland.

## Ordförande

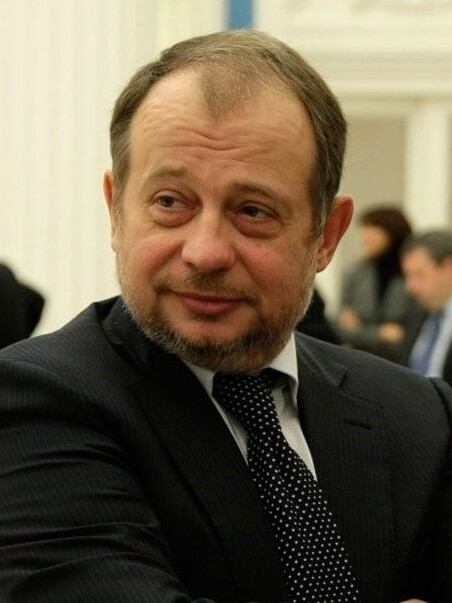
Vladimir Lisin, ordförande mellan 2009 och 2021.

| Namn              | Land     | År        |
| ----------------- | -------- | --------- |
| Dr. Kurt Hasler   | Schweiz  | 1952-1960 |
| Gavrila Barani    | Rumänien | 1960-1989 |
| Björn Schullström | Sverige  | 1989-1993 |
| Gianpiero Armani  | Italien  | 1993-2001 |
| Unni Nicolaysen   | Norge    | 2001-2009 |
| Vladimir Lisin    | Ryssland | 2009-2021 |
| Alexander Ratner  | Tyskland | 2021-     |